# 馬丁·赫塞爾伯克
馬丁·赫塞爾伯克（德語：Martin Haselböck，1954年11月23日—），奧地利指揮家。

## 早年
赫塞爾伯克出生於維也納。

## 職業生涯
赫塞爾伯克目前是美國加州長灘Musica Angelica巴洛克古樂團的音樂總監。此外，他於1985年創建並領導維也納學院古樂團迄今。
赫塞爾伯克是本真主義音樂的推廣者，於2014年展開「原樣貝多芬」計劃，應用貝多芬的原譜、該時代的樂器、樂隊編制，在當年的作品首演地進行演奏。12月7日至9日間，他率維也納學院古樂團於維也納下奥地利宫的蘭德廳（Landhaussaal）演出貝多芬第1號交響曲與第2號交響曲，做為此計劃的開端。
在演奏之外，赫塞爾伯克任教於维也纳音乐与表演艺术大学，他於該校教授管風琴課程。

## 獲獎與榮譽
- 奧地利科學與藝術十字勳章，1997年[3]
- 奧地利Ehrenzeichen für Verdienste[譯名請求]，2010年[4]

## 作品節選

### 商業錄音
「原樣貝多芬」計劃的現場由Alpha唱片公司製作錄音並出版。

## 外部連結
- 官方网站（德文）
- 馬丁·赫塞爾伯克的Discogs页面（英文）
- 維也納學院古樂團官方網站 （页面存档备份，存于）